# Кощиевка
Кощиевка (укр. Кощіївка) — село, входит в Фастовский район Киевской области Украины.
Население по переписи 2001 года составляло 181 человек. Почтовый индекс — 08512. Телефонный код — 4565. Занимает площадь 1,33 км². Код КОАТУУ — 3224983302.
По административно-территориальному делению село относится к сельскому совету села Дорогинка (расстояние между сёлами 4 км)
Село расположено на левом берегу реки Унава, впадающей за деревней в реку Ирпень. В лесу есть несколько источников с питьевой водой.
Рядом с селом расположены два садовых сообщества, а также карьер нерудных ископаемых и щебзавод.
В октябре 2009 года село и садовые товарищества газифицировали. Через центр села проходят автобусные маршруты в Киев и Фастов.

## Местный совет
08512, Київська обл., Фастівський р-н, с. Дорогинка, вул. Кірова, 4, тел. 43-3-25; 43-3-19  (укр.)

## История
В окрестностях села найдены остатки поселений скифов. Также в Княжеский период (XI — начало XIII века) на берегу Унавы располагалось мощное древнерусское укреплённое поселение.
В средневековье здесь также жили люди — на это указывают находки средневековых польских монет и бытовых изделий.
Современное расположение села остаётся неизменным с XV—XVI века.
На триверстовой карте 1868 года Кощиевка имела 35 дворов, пруд с водяной мельницей. На правом берегу Унавы напротив села находилось лесничество.
Некоторые сведения по Кощиевке есть в книге Лаврентия Похилевича «Сказания о населенныхъ мъстностяхъ Киевской губернии» (Киев, 1864): «(В селе Дорогинка была Свято-Михайловская деревянная церковь). К церкви зачислено того же ведомства село Кощиевка, лежащее при реке Унава в трёх верстах от Дорогинки. Жителей обоих полов 486.».
Также очень интересен деревянный крест, стоящий у дороги между Кощиевкой и Дорогинкой. Местные жители указывают на это место, как на древнее казацкое кладбище, но письменного подтверждения нет.
На левом берегу Унавы было найдено мощное древнерусское поселение, которое изучали археологи. По состоянию на 2010 год эта местность, по словам местных жителей, будет застроена щебзаводом, который расширяет свою территорию. После своей работы археологи сравняли городище бульдозерами. Местные говорят, на этом месте собирали железные предметы (гвозди, наконечники стрел, ножи и т. д.) времён Киевской Руси.